# Pyrgocorypha planispina
Pyrgocorypha planispina är en insektsart som först beskrevs av Wilhem de Haan 1842.  Pyrgocorypha planispina ingår i släktet Pyrgocorypha och familjen vårtbitare. Inga underarter finns listade i Catalogue of Life.